# 캐나다 남극 연구소
캐나다 남극 연구소(Antarctic Institute of Canada)는 캐나다의 비영리 자선 단체이다.
이 단체의 원래 목적은 캐나다 정부에 남극 연구를 확대하도록 압력을 가하는 것이었다.

## 역사
연구소는 남극 탐험가인 어스틴 마든 (Austin Mardon) 에 의해 1985년 Lethbridge에 처음 설립되었으며 에드먼턴에 위치하고 있다. 설립 이후, 연구소는 캐나다 역사, 지리, 정치와 같은 다른 주제로 관심을 넓혀 왔다